# 공성현
공성현(功城縣)은 지금의 연천군 연천읍을 중심으로 남북국 시대에 있던 옛 행정구역의 명칭으로
지금 연천군의 모체(母體)이다.

## 유래
고구려시대에 공목달현(工木達縣)으로 처음 등장하는데 공목달은 웅섬산(熊閃山)으로도 쓴다.
공목은 곰의 고어(古語)인 고마(固麻)의 다른 표기로 熊과 대응되고 달이 산의 고구려어로 "곰 산"이라는 뜻에서 공목달과 웅섬산은 같은 표기이다.
공성의 "공(功)"자는 공목의 "곰"을 차자(借字)한 것이다. 이와 같은 예는 웅진(熊津)이라고도 불렸던 충청남도 공주시의 이름 유래에서도 볼 수 있다.

## 역사
- 백제 : 건국초기 북부변경지대로 말갈과 군사적 충돌이 있었다.
- 광개토왕~장수왕 대 : 고구려의 영토가 되었고 이때부터 공목달현(工木達縣)이 되었다.
- 553년 : 진흥왕 14년에 신라영토에 편입되었다.
- 757년 : 남북국 시대 신라 경덕왕 16년 행정체제 개편으로 공성현(功城縣)으로 개명하고 철성군(鐵城郡:철원)의 영현이 되었다.
- 940년 : 고려 태조 23년 주州로 승격되어서 장주(獐州)로 개명하였다.
- 1018년 : 고려 문종 23년 고려의 경기(京畿)가 인근의 3개 도로부터 23개 군현을 편입하면서 장주도 개성부에 편입되어 경기도에 넘어왔다.
- 1310년 : 충선왕 원년에 연주(漣州)로 개명하였다. 이때부터 연천이 되었다.
- 1413년 : 조선 태종 13년에 현감이 설치되었다.
- 1414년 : 조선 태종 14년에 마전현과 합병되어서 마련현(麻漣縣)이 되었다가 재분할되었다.
- 1895년 : 23부제의 실시와 더불어 현(縣)이 폐지됨에 따라 한성부 관할 연천군이 되었다가 13도제 실시로 경기도에 속하게 되었다.
- 1906년 : 대한제국 광무 11년에철원군으로부터 관인면이 편입되었다.
- 1914년 4월 1일 : 일제의 행정구역 통폐합으로 마전군, 적성군전역, 삭녕군의 태반과 양주군 영근면(지금의 전곡읍)을 합병해 지금의 연천군이 되었다.

## 연천 외의 공성현
고려시대에는 연천 외에도 경상북도 상주에 공성현(功城縣)이 있었고, 이 지역은 현재 상주시 공성면이다.
조선시대에는 함경북도에 공성(功城)과 한자가 다른 공성현(孔城縣)이 있었다. 이 곳은 나중에 경흥도호부(慶興都護府)가 되었다.

## 같이 보기
- 연천군